# Disaharidi
Disaharidi su dvostruki ugljikohidrati. Građeni su od dviju molekula monosaharida. Spaja ih glikozidna veza. Ta veza na anomerni ugljikov atom može biti α ili β.
Ne pokazuju svi disaharidi iste osobine. Monosaharidi u saharozi, α-D-glukopiranoza i β-D-fruktofuranoza povezani su glikozidnom vezom preko svojih anomernih ugljikovih atoma. Posljedično saharoza je nereducirajući šećer te nema mutarotacije.
Drugi poznati disaharidi su maltoza, laktoza. IUPAC definira sve disaharide i polisaharide kao glikozide, u kojima je aglikon također šećer.